# Eurytenes glabratus
Eurytenes glabratus är en stekelart som beskrevs av Wu och Chen 2005. Eurytenes glabratus ingår i släktet Eurytenes och familjen bracksteklar. Inga underarter finns listade i Catalogue of Life.